# Héctor Vergara
Héctor Vergara (San Javier de Loncomilla, 15 dicembre 1966) è un assistente arbitrale di calcio cileno naturalizzato canadese.
Nel 2014 è stato inserito nella hall of fame della Federazione calcistica del Canada.

## Carriera
Nonostante sia nato a San Javier de Loncomilla in Cile, Héctor cresce a Winnipeg nella provincia del Manitoba in Canada.
Negli anni '90 si laureò all'università di Winnipeg.
Dopo aver giocato a calcio, nel 1983 divenne arbitro ed è stato nominato assistente internazionale nel 1993.
Ha partecipato a moltissime competizioni:
- per due volte al Campionato mondiale di calcio Under-17 nel 1993 e nel 1995;
- al Campionato mondiale di calcio Under-20 nel 2001 e nel 2007;
- al Campionato mondiale di calcio in Corea del Sud e Giappone nel 2002 dove ha assistito l'arbitro del Kuwait Saad Mane Al Fadhli nella finale per il 3º posto Turchia-Nazionale di calcio della Corea del Sud, oltre a sbandierare nel quarto di finale Brasile-Inghilterra;
- a 6 edizioni della CONCACAF Gold Cup, venendo designato per la finale della CONCACAF Gold Cup 2003 in Messico nel 2003, in quella del 2005 dove ha assistito il guatemalteco Carlos Batres in occasione della finale, e nell'edizione 2011 dove assiste, per la seconda volta in carriera, nella finale della competizione arbitrata dal salvadoregno Joel Aguilar;
- ai Calcio ai Giochi della XXVIII Olimpiade - Torneo maschile ad Atene nel 2004;
- al Mondiale per club del 2005 in Giappone, dove ha assistito il messicano Benito Armando Archundia nella finalissima Liverpool-San Paolo;
- al Campionato mondiale di calcio in Germania nel 2006, dove ha assistito l'arbitro messicano Benito Armando Archundia anche in occasione della semifinale Italia-Germania;
- alla Confederations Cup del 2009 in Sudafrica, sempre nella terna arbitrale del messicano Archundia.
- al Mondiale per club 2009 negli Emirati Arabi Uniti, ancora una volta con il messicano Archundia, durante il quale gli tocca la finalissima tra Estudiantes e Barcellona.

Nel febbraio 2010 giunge la notizia della sua convocazione, nella terna del messicano Archundia, per il campionato mondiale di calcio 2010 in Sudafrica: qui è impiegato in 3 partite, compresa la finale per il terzo posto tra Germania e Uruguay.
Vanta un importante primato assoluto: è l'assistente arbitrale che ha collezionato più presenze nella fasi finali dei Mondiali di calcio, ben 14 in tre edizioni (6 nel 2002, 5 nel 2006 e 3 nel 2010)..
Dal 1º gennaio 2012, terminata l'attività sui campi per raggiunti limiti d'età, entra a far parte della Commissione Arbitrale FIFA e si occuperà di sviluppo e formazione degli arbitri.